# Gara di sogni
Gara di sogni è un album di Edoardo De Angelis, pubblicato nel 1992.
Contiene 11 brani in duetto con Mario Castelnuovo, Paola Turci, Amedeo Minghi, Luca Barbarossa, Lucio Dalla, Francesco Di Giacomo (Banco del Mutuo Soccorso), Angelo Branduardi, Bungaro, Ron, Antonello Venditti.
Le canzoni più note sono La casa di Hilde, di cui è coautore con Francesco De Gregori, e Lella (la moje de Proietti er cravattaro).
Edoardo De Angelis, come molti degli artisti che hanno partecipato a questo progetto musicale, si è affermato al Folkstudio.

## Tracce
1. Rosso (con Mario Castelnuovo)
2. Lettera per te (con Paola Turci)
3. La gara di sogni (con Amedeo Minghi)
4. La casa di Hilde (di cui è coautore con Francesco De Gregori)
5. Cantare in italiano (con Luca Barbarossa)
6. Sulla rotta di Cristoforo Colombo (con Lucio Dalla)
7. Brutta storia (con Francesco Di Giacomo del Banco del mutuo soccorso)
8. Novalis (con Angelo Branduardi)
9. Acqua salata (con Bungaro)
10. Luci, fuochi e stelle (con Ron)
11. Lella (con Antonello Venditti)